# Одиннадцатый Толедский собор
Одиннадцатый Толедский собор (лат. Concilium Toletanum XI) был созван 7 ноября 675 года. На нем присутствовали семнадцать епископов и два диакона, представляющие престолы Сеговии и Эргавицы, а также пять аббатов.
Собор занимался в основном религиозными вопросами, в первую очередь реформой церковной дисциплины. Он также обязал проводить ежегодные синоды во всех провинциях. Эти синоды созывались по приказу короля в день, определяемый им и митрополитом.
Пение псалмов было унифицировано во всех провинциях, и на епископов, имевших отношения с дворянками, были наложены санкции.
Совет попытался обуздать симонию. Виновные в симонии должны были быть сосланы на два года, но могли сохранить свои кафедры. Это последнее положение, вероятно, означает, что симония уже стала менее распространенной.
Этот небольшой поместный собор, на котором присутствовало всего 17 епископов, сегодня не имеет большого значения. Официальная ценность его состоит в том, что в последующие века он пользовался высочайшим уважением и считался подлинным выражением тринитарной веры.